# Ferdinand Ferdinandovitsch Morawitz
Ferdinand Ferdinandovich Morawitz (en russe : Фердинанд Фердинандович Моравиц, en allemand : Ferdinand Carl Joseph Morawitz) (1827 – 1896) est un entomologiste russe reconnu pour ses travaux sur les Hyménoptères Apoidea (Abeilles et Bourdons).

## Biographie
Ferdinand Morawitz est né en août 1827 à Saint-Pétersbourg dans une famille d'émigrants allemands de Silésie. En 1853, il obtient un doctorat en médecine à l'université de Derpt (actuellement, Tartu en Estonie) pour sa thèse sur l'anatomie des Blattes germaniques. De 1853 à 1879, il est médecin à Saint-Pétersbourg, tout en étant entomologiste amateur. En 1859, il est l'un des fondateurs de la Société entomologique de Russie dont il occupe la fonction de vice-président de 1873 à 1874 et de 1885 à 1895.

## Travaux
Au départ intéressé par les Coléoptères, Ferdinand Morawitz se spécialise sur les Hyménoptères et plus particulièrement les Abeilles (les Apoidea). La base de ses recherches porte sur ses propres récoltes dans les environs de Saint-Pétersbourg et au cours de ses voyages sur l'ensemble de l'Europe ainsi que sur les collections de ses collègues entomologistes russes. Au cours de sa carrière, il publie 64 articles dont 44 traitent de mélittologie et de la taxonomie des Abeilles avec des descriptions de nouvelles espèces issues de l'ensemble du Paléarctique. Ses articles sur les Bourdons ainsi que sur les Abeilles d'Asie centrale restent des références dans les années 2000. In fine, Ferdinand Morawitz décrit 5 nouveaux genres d'abeilles et 725 nouvelles espèces, soit près d'un quart de la faune paléarctique.
Sa collection, qui comporte plus de 10 000 spécimens d'Apoidea de Russie et des pays limitrophes, se trouve au Musée zoologique de Saint-Pétersbourg.

## Quelques publications
- 1869 Die Bienen des Gouvernements von St. Petersburg. Trudy Russkago éntomologicheskago obshchestva 6: 27-71.
- 1874 Die Bienen Daghestans. Trudy Russkago éntomologicheskago obshchestva 10(1873): 129-189.
- 1875 Bienen (Mellifera) in A. Fedtschenko Reise in Turkestan. Berlin.
- 1880 Ein Beitrag zur Bienen-Fauna mittel-Asiens. Izvêstiya Imperatorskoi akademii nauk 26: 337-379.
- 1881 Die russischen Bombus-Arten in der Sammlung der Kaiserlichen Academie der Wissenschaften. Izvêstiya Imperatorskoi akademii nauk 27: 213-265.
- 1883 Neue russisch-asiatische Bombus-Arten. Trudy Russkago éntomologicheskago obshchestva 17: 235-245.
- 1886 Insecta in itinere cl. N. Przewalskii in Asia centrali novissime lecta. I. Apidae. Trudy Russkago éntomologicheskago obshchestva 20: 195-229.
- 1888 Hymenoptera aculeata nova. Descripsit. Trudy Russkago éntomologicheskago obshchestva 22: 224-302.
- 1890 Insecta a Cl. G. N. Potanin in China et in Mongolia novissime lecta. XIV. Hymenoptera Aculeata. II). III. Apidae. Trudy Russkago éntomologicheskago obshchestva 24: 349-385.
- 1891 Hymenoptera aculeata Rossica nova. Trudy Russkago éntomologicheskago obshchestva 26(1892): 132-181.
- 1893 Supplement zur Bienenfauna Turkestans. Trudy Russkago éntomologicheskago obshchestva 28(1894): 1-87.